# فالديس فالتيرس
فالديس فالتيرس (باللاتفية: Valdis Valters) مواليد 4 أغسطس 1957 في ريغا، هو لاعب كرة سلة لاتفي معتزل أصبح مدرباً بدأ مسيرته الاحترافية في سنة 1976. يبلغ طوله 6 قدم 4 بوصة (1.9 م). حقق المركز الأول في بطولة كأس العالم لكرة السلة 1982. اعتزل اللعب في 1999.

## الميداليات
| الميدالية | المسابقة                         |
| --------- | -------------------------------- |
| ذهبية     | بطولة كأس العالم لكرة السلة 1982 |
| فضية      | بطولة كأس العالم لكرة السلة 1986 |
| ذهبية     | بطولة أمم أوروبا لكرة السلة 1981 |
| برونزية   | بطولة أمم أوروبا لكرة السلة 1983 |
| ذهبية     | بطولة أمم أوروبا لكرة السلة 1985 |
| فضية      | بطولة أمم أوروبا لكرة السلة 1987 |

## روابط خارجية
- فالديس فالتيرس على موقع الاتحاد الدولي لكرة السلة (الإنجليزية)
- فالديس فالتيرس على موقع كرة السلة الأوروبية.كوم (الإنجليزية)
- فالديس فالتيرس على موقع بروبوليرز (الإنجليزية)